# Renate Anderl

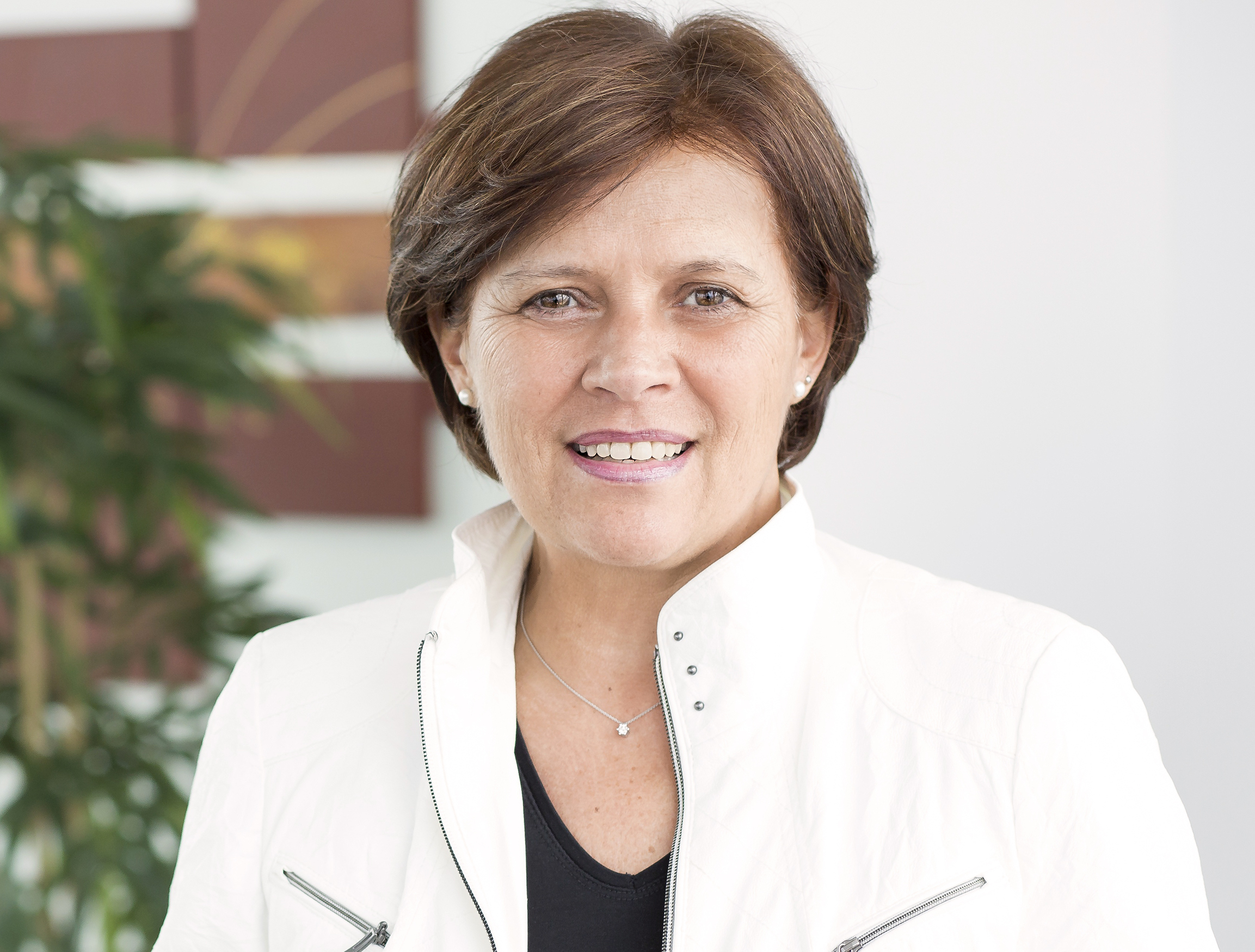
Bundesarbeitskammer-Präsidentin Renate Anderl (2017)

Renate Anderl (* 5. September 1962 in Wien) ist eine österreichische Politikerin (SPÖ), Gewerkschafterin (FSG) und seit 27. April 2018 Präsidentin der Bundeskammer für Arbeiter und Angestellte (AK).
Anderl war von 2014 bis 2018 geschäftsführende Vizepräsidentin des Österreichischen Gewerkschaftsbunds und von 2015 bis Mai 2018 vom Wiener Gemeinderat und Landtag entsandtes Mitglied des österreichischen Bundesrats.

## Karriere als Gewerkschafterin
Anderl wuchs im 10. Wiener Gemeindebezirk Favoriten als Tochter eines Hausbesorgers auf und besuchte von 1977 bis 1980 eine Handelsschule in Wien. 1980 begann sie als administrativ Beschäftigte beim Österreichischen Gewerkschaftsbund (ÖGB), in der Gewerkschaft Metall-Bergbau-Energie beziehungsweise Gewerkschaft Metall-Textil, zu arbeiten. Diese Tätigkeit stellte sie im Jahr 2003 ein, als sie zur Bundesfrauensekretärin der Gewerkschaft Metall-Textil sowie zum Mitglied des Bundesvorstands dieser Teilgewerkschaft berufen wurde. Zeitgleich wurde Anderl auch Mitglied des ÖGB-Bundesfrauenvorstands. Von 2008 bis 2009 war sie geschäftsführende Bundesfrauenvorsitzende in der Gewerkschaft Metall-Textil-Nahrung und bis 2014 Mitglied des Präsidiums dieser Teilgewerkschaft.
Von 2009 bis 2014 war Renate Anderl darüber hinaus stellvertretende Bundesfrauenvorsitzende des ÖGB sowie Bundesfrauenvorsitzende und stellvertretende Bundesvorsitzende der Teilgewerkschaft PRO-GE. Seit 2011 ist sie in der Fraktion Sozialdemokratischer GewerkschafterInnen Frauensprecherin für Wien. Von September 2014 bis April 2018 war sie Bundesfrauenvorsitzende des ÖGB, ihre Nachfolgerin ist Korinna Schumann. Ab 16. September 2014 war sie auch ÖGB-Vizepräsidentin als Nachfolgerin der in die Bundesregierung gewechselten Sabine Oberhauser. Am 14. Juni 2018 folgte ihr Korinna Schumann in dieser Funktion nach.
Bei der AK Wahl 2019 trat Renate Anderl als Spitzenkandidatin der Fraktion Sozialdemokratischer GewerkschafterInnen (FSG) an, die nach der Wahl als
stimmenstärkste Fraktion hervorging. Bei der Vollversammlung der AK Wien wurde Anderl Ende Mai 2019 zur AK Wien Präsidentin gewählt, Ende Juni wurde sie von der Hauptversammlung der Bundesarbeitskammer (BAK) zur Präsidentin der BAK gewählt. Bei der AK Wien Wahl 2024 trat sie wieder als Spitzenkandidatin der FSG an und wurde im Mai 2024 zur AK Wien Präsidentin wiedergewählt, im Juni wurde sie von der Hauptversammlung der Bundesarbeiterkammer (BAK) zur Präsidentin der BAK gewählt.

## Politischer Werdegang
Renate Anderl ist seit 2007 Mitglied im Wiener SPÖ-Ausschuss und seit 2013 kooptiertes Mitglied im Wiener Frauenkomitee der SPÖ Wien. Nach der Landtags- und Gemeinderatswahl in Wien 2015 wurde sie vom neu konstituierten Wiener Landtag und Gemeinderat für die SPÖ als Mitglied in den österreichischen Bundesrat entsandt. Als Bundesrätin folgte ihr im Mai 2018 Korinna Schumann nach.

## Sonstige Funktionen
Im Rahmen der Arbeits- und Sozialgerichtsbarkeit war Anderl von 2007 bis 2011 als sogenannte fachkundige Laienrichterin für die Arbeitnehmerseite am Oberlandesgericht Wien tätig. Von 2013 bis 2014 bekleidete Renate Anderl das Amt einer Vizepräsidentin der Kammer für Arbeiter und Angestellte Wien. Seit 2013 ist sie zudem Mitglied im Vorstand der Bundesarbeitskammer. Im Februar 2018 wurde bekanntgegeben, dass sie als Präsidentin der Arbeiterkammer Österreich Rudolf Kaske nachfolgen wird.

## Privatleben
Renate Anderl ist seit 1986 verheiratet und Mutter eines Sohnes.